# Raiffeisen Bank International

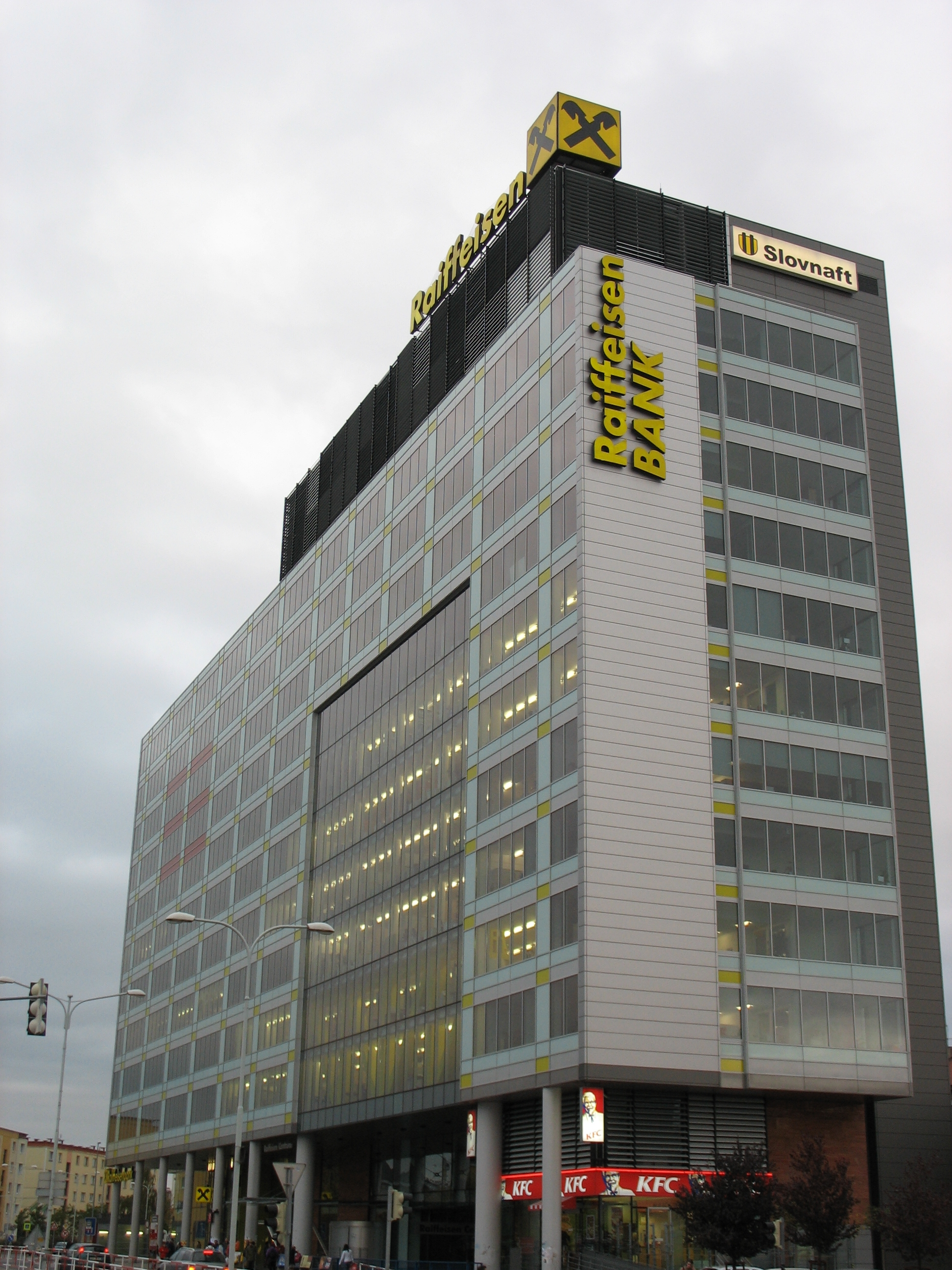
Центральний офіс Raiffeisen Bank, as в Празі

Raiffeisen Bank International — одна з найбільших австрійських банківських груп, кооперативний банк. Штаб-квартира знаходиться у Відні. Крім Австрії, веде роботу ще в 14 країнах Центральної та Східної Європи, зокрема, у Росії, обслуговуючи 17,2 мільйона клієнтів.
Перебуває у чорному списку спонсорів війни, продовжуючи працювати у Росії.

## Історія
Банківська група заснована в 1927 в Австрії під назвою Genossenschaftliche Zentralbank. Згодом кілька разів змінювала назву, слово Райффайзен з'явилося у назві у 1989 на честь Фрідріха Вільгельма Райффайзена, німецького громадського діяча та піонера кооперативного руху.
У 1938, відразу після окупації Австрії Німеччиною, банківську групу було націоналізовано, а 1955 року повернуто колишнім власникам.
Перше дочірнє товариство Raiffeisen у Східній Європі відкрито у 1987. Після 2000 група розширила свою присутність у центральній та східній Європі та у 2003 дочірні товариства в цих країнах були об'єднані у компанію Raiffeisen International.
У 2017 об'єднаний з головним банком групи, Raiffeisen Zentralbank Österreich AG, новий банк отримав назву Raiffeisen Bank International, у свою чергу він входить до складу Raiffeisen Bank Group. З 225 млрд € активів групи 140 млрд € у 2018 припало на Raiffeisen Bank International.
Незважаючи на російське вторгнення в Україну банк продовжив роботу у Росії. Через це, у березні 2023 року НАЗК внесло Raiffeisen Bank в список міжнародних спонсорів війни. У грудні 2023 року Україна виключила Raiffeisen Bank зі списку спонсорів війни заради 12-го пакету санкцій ЄС проти Росії. Згодом у Raiffeisen заявили про плани виділити російський бізнес, але цього ще не сталося. 
У лютому 2024 Україна відмовилася виключити Raiffeisen Bank зі списку спонсорів війни.
У січні 2025 року російський суд постановив, що банк має виплатити 2 млрд євро компенсації на користь держави.
У квітні 2025 року банк призупинив спроби продати російський підрозділ на тлі зближення між Вашингтоном і Москвою.

## Діяльність
Raiffeisen Bank Group є однією з двох найбільших банківських груп Австрії за розміром активів (поряд із системою ощадних банків Erste Bank); журнал The Banker включив його до другої сотні найбільших банків світу. В Австрії працює 342 Райффайзен-банки, об'єднаних у вісім регіональних банків; ці вісім регіональних банків є основним акціонером Raiffeisen Bank International (58,8 % акцій). Raiffeisen Bank International у складі групи здійснює обслуговування корпоративних клієнтів в Австрії, а також контролює дочірні банки в 14 країнах Східної Європи.
У 2003 створено девелоперське підприємство Raiffeisen Evolution Emerges (REE), яке працює в Австрії та Східній Європі. 60 % підприємства належить банку Raiffeisen, по 20 % у будівельної компанії Strabag AG та страхової компанії Uniqa Versicherungen AG.
На кінець 2020 активи Raiffeisen Bank International склали 166 млрд євро, з них 91 млрд припав на кредити клієнтам; ухвалені депозити склали 102 млрд євро. Чистий процентний дохід за 2020 становив 3,24 млрд, комісійний дохід — 1,74 млрд євро. Мережа банку включає 1857 відділень (у 2016 році було 2506 відділень).

### Raiffeisen в Росії
Банк має дочірній банк в Росії — Райффайзенбанк.
Відповідно до звіту про додаткову емісію звичайних акцій компанії ВАТ «АК Ощадний банк Російської Федерації», на березень 2007 Raiffeisen Zentralbank володів 0,05 % акцій Сбербанку.
Слідом за появою програми роботи зі стартапами в Росії група RBI у 2017 запустила міжнародний акселератор Elevator Lab, який підтримує перспективні стартапи з Росії.
У 2018 на рівні групи RBI було відкрито венчурний фонд.
У 2020 Elevator Lab інвестував у російський проєкт Agro.Club.
2022 року понад половини чистого прибутку групи припало на Росію. Прибуток російського підрозділу склав 2 млрд євро, загальний прибуток групи — 3,8 млрд євро. Reuters відзначило зростання частки Росії, вказавши, що у 2021 вона принесла майже третину чистого прибутку. Раніше група розглядала вихід з російського ринку, але банк натомість надавав відстрочку за кредитом російським солдатам, пояснюючи це законом.
За перший квартал 2023 року банк заробив у РФ утричі більше, ніж за той же період 2022 року.

### Raiffeisen в Україні
У 2005 група Raiffeisen Bank International придбала 93,5 % акцій банку «Аваль» за 1,028 млрд $.
Крім того, з 2005 в Україні частиною Raiffeisen Bank International є Український процесинговий центр, який обробляє операції з платіжних карток для банків групи Raiffeisen в Угорщині, Хорватії, Албанії, Косово, Україні, а також для еквайрів безконтактних платежів в Австрії.